# 对苯二甲酸钠
对苯二甲酸钠是有机酸对苯二甲酸形成的钠盐，化学式为C8H4O4Na2。它可由对苯二甲酸和氢氧化钠反应得到。它在600 °C开始分解，分解产物是碳酸钠。
它和氯化铜在水溶液中反应，生成对苯二甲酸铜或对苯二甲酸铅的水合物沉淀。